# Gaëtan Bille
Gaëtan Bille (Soest, 6 april 1988) is een, in Duitsland geboren, voormalige Belgisch wielrenner. Hij was beroepsrenner tot eind 2018.  Na een slechte ervaring bij Veranda's Willems, reed hij in zijn laatste jaar voor de ploeg Sovac-Natura4Ever. Hij leidt een trainingscentrum voor duursporten en is sinds begin 2019 geen profwielrenner meer.

## Palmares

### Overwinningen
2011 - 3 zeges
Zellik-Galmaarden
2e etappe Rhône-Alpes Isère Tour
3e etappe Ronde de l'Oise
2012 - 1 zege
GP Pino Cerami
2014 - 3 zeges
2e etappe Flèche du Sud
 Eindklassement Flèche du Sud
GP de Pérechies
2015 - 5 zeges
1e etappe Flèche du Sud
1e etappe Paris-Arras Tour (TTT)
Proloog Ronde van Portugal
1e etappe Ronde van Midden-Nederland (TTT)
 Eindklassement Ronde van Friuli-Venezia Giulia
2018 - 3 zeges
Proloog Grote Prijs van Algiers
2e etappe Tour de la Pharmacie Centrale
 Eindklassement Tour de la Pharmacie Centrale
2019 - 1 zege
8e etappe deel B Ronde van Guadeloupe (individuele tijdrit)

### Resultaten in voornaamste wedstrijden
| Jaar | Ronde van Italië | Ronde van Frankrijk | Ronde van Spanje |
| ---- | ---------------- | ------------------- | ---------------- |
| 2012 | opgave           |                     |                  |
| 2013 |                  |                     |                  |
| 2014 |                  |                     |                  |
| 2015 |                  |                     |                  |
| 2016 |                  |                     |                  |
| 2017 |                  |                     |                  |

| Jaar | Ronde van Vlaanderen | Amstel Gold Race | Luik-Bast.‑Luik | Ronde van Lombardije | Waalse Pijl | Parijs-Tours |
| ---- | -------------------- | ---------------- | --------------- | -------------------- | ----------- | ------------ |
| 2012 | opgave               |                  | opgave          |                      | 80e         | 21e          |
| 2013 |                      | opgave           | 139e            | opgave               | 93e         | 153e         |
| 2014 |                      |                  |                 |                      |             |              |
| 2015 |                      |                  |                 |                      |             |              |
| 2016 |                      |                  | 59e             |                      | 85e         |              |
| 2017 | 62e                  |                  |                 |                      |             |              |

## Ploegen
- 2009 –  Willems Verandas
- 2011 –  Wallonie Bruxelles-Credit Agricole
- 2012 –  Lotto-Belisol
- 2013 –  Lotto-Belisol
- 2014 –  Verandas Willems
- 2015 –  Verandas Willems
- 2016 –  Wanty-Groupe Gobert
- 2017 –  Veranda's Willems-Crelan
- 2018 –  Sovac-Natura4Ever

Baïolet · Bille · Collaers · Criquielion · Degand · Habeaux · Kuyckx · Muscat · Paquet · Pardini · Pratte · Van den Houte · van Dijk · Van Hoecke · Van Melsen · Vangenechten · Vanlandschoot · Zingle · Stenuit (stagiair)
Bertrand · Bille · Chevalier · De Witte · Devillers · Dufrasne · Giaux · Legrand · Mottet · Pardini · Polazzi · Prémont · Rouet · Stenuit · Van Hoecke · Vangenechten
Bak · Bille · Bulgaç · Cordeel · De Clercq · De Greef · Debusschere · Dehaes · Dockx · Greipel · Hansen · Henderson · Kaisen · Meersman · Neyens · Reynés · Robert · Roelandts · Sieberg · Sohrabi · Van der Sande · Van De Walle · D. Vanendert · J. Vanendert · van Leijen · Vangenechten · Wellens · Van den Broeck · Willems · Sprengers (stagiair) · Wippert (stagiair) 
Bak · Bellemakers · Bille · Bulgaç · Cordeel · De Clercq · De Greef · Debusschere · Dehaes · Dockx · Greipel · Hansen · Henderson · Kaisen · Meersman · Neyens · Reynés · Robert · Roelandts · Sieberg · Van der Sande · Van De Walle · D. Vanendert · J. Vanendert · van Leijen · Vangenechten · Wellens · Van den Broeck · Willems · Broeckx (stagiair) · Carolus (stagiair) 
Bille · Burton · Carnevali · Convens · De Troch · de Winter · Goolaerts · Mannaerts · Mertz · Pardini · Smeyers · Touquet · Vanderaerden · Vandyck · Vereecken · Wastyn · Wauters · Van Gucht (stagiair)
Bille · Cordeel · De Bondt · Devolder · Dupont · Duijn · Godrie · Goolaerts · Jaspers · Kruopis · Merlier · Prémont · van Aert · Van Breussegem · Van Zummeren · Vergaerde · Livyns (stagiair) · Teugels (stagiair)
Belmokhtar · Bille · Bouzidi · Deguide · Deriaux · Évrard · Geuens · Hamza · Karrar · Legley · H. Mansouri · I. Mansouri · Mokhtari · Rebellin · Reguigui · Stenuit · Zamparella